# Castra Vetera
Castra Vetera fue una antigua fortaleza de la Legión romana de la provincia romana de la Germania Inferior, una fortaleza situada cerca de la actual ciudad alemana de Xanten. Estaba situada a lo largo del río Rin, frente a las tribus germánicas de los sicambrios y los usípetes, al sur de Noviomagus Batavorum y al norte de Novaesium. Fue fundada alrededor del 16-13 a. C. como un campamento —castrum— para el ejército romano de Druso el Mayor, comprometido en la campaña para conquistar la Germania romana, que hoy corresponde en su mayor parte con Alemania.

## Localización
«Vetera I» estaba ubicado en la ladera sur del Fürstenberg, una morrena glaciar rodeada de pantanos y páramos en la antigüedad , a poco más de dos kilómetros al sureste del centro de Xanten. El monumento terrestre de hoy se encuentra debajo de tierras agrícolas en gran parte inmediatamente al noroeste del distrito Xanten de Birten. En la antigüedad, el campamento estaba en una posición expuesta frente a la boca del Lippe, que en ese momento aún no estaba en Wesel, sino un poco al norte.
El curso del Rin en sí correspondía aproximadamente con el de hoy en la época romana y solo se desplazó ligeramente hacia el sur o el oeste. Desde la posición en el Fürstenberg era posible un buen control de los valles de los ríos Rin y Lippe (Lupia).
«Vetera II» se construyó en el año 71 después de la reestructuración del ejército del Germania Inferior como resultado de los acontecimientos de los años 69/70, aproximadamente a un kilómetro y medio al este de «Vetera I», en una terraza inferior del Rin libre de inundaciones . En la topografía de hoy, el monumento de tierra está en el área del llamado Bislicher Insel, en el norte por el Rin, en el este, sur y oeste por un antiguo brazo del Rin. En la antigüedad, probablemente se encontraba directamente en el Rin, que pasaba hacia el norte. El brazo del Rin actualmente visible, parcialmente ennegrecido, que forma un bucle que se extiende hacia el sur, no surgió hasta la Edad Media, alrededor de 1200. En los siglos siguientes, este bucle del Rin se desplazó más y más al sur, cubriendo los terrenos del castillo y cubriéndolos con depósitos de grava. Fue solo cuando el Rin fue forzado al curso por un pinchazo artificial en 1788/89, que también se necesita hoy, el bucle se convirtió en un viejo brazo muerto del Rin.

## De Augusto a Vespasiano
El primer castra semipermanente legión romana podría pertenecer a un período algo posterior a 20 a. C., cuando Augusto y el futuro emperador Tiberio visitaron la Galia en 16 a. C. Este primer campamento, construido de madera y tierra, fue fundado en el Fürstenberg cerca de la moderna Birten, y permaneció activo hasta su destrucción durante la rebelión de los bátavos de 70. Aquí vivían hasta 10 000 legionarios, y también sirvió como base para la Classis Germanica. La posición estratégica del campamento, construido en una colina, permitía controlar la confluencia de los ríos Rin y  Lippe.
Una vez que la tarea de iniciar la conquista de Germania romana fue confiada a su hijastro Druso, este último en año 12 a. C., después de repeler una invasión de los sicambrios, sus aliados téncteros y usípetes, penetraron en el territorio de  Batavia, probablemente aliados de Roma, y devastó las tierras de Usipeti y Sigambri. Después de haber descendido con una flota en el Rin en dirección al Mar del Norte, el Frisi se alió y penetró en el territorio de Cauci.
En el año 11 a. C. Druso operó más al sur, una vez más enfrentando y golpeando a la gente de Usipeti. Y solo este año utilizó la importante base legionaria de Castra Vetera, lanzando en el curso de la campaña un puente sobre el río Lupia, el actual río Lippe e invadió una vez más el territorio de los Sigambri, ausentes porque estaban luchando con sus vecinos Catti, construyendo allí algunas fortalezas incluido el Aliso latino; finalmente, se adentró en los territorios de los Marsios y Queruscos, hasta el río Visurgis, el actual Weser. Por estos éxitos recibió los  honores triunfales, es decir, la ornamenta triunfalia.
Unos años más tarde, en el año 8 a. C., su hermano Tiberio, después de haber dirigido felizmente una nueva expedición en territorio  alemán contra los sicambrios, trasplantó algunas decenas de miles de ellos en la orilla izquierda del Rin, justo en los territorios que rodean el campo de Vetera.

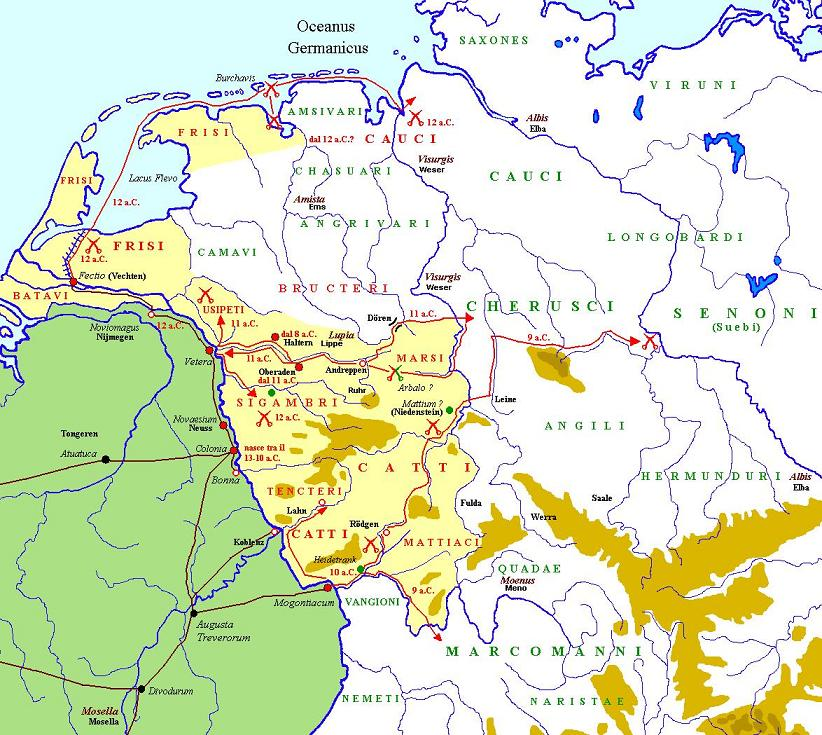
Campañas de Druso el mayor en Alemania desde el 12 al 9 a. C.

Castra Vetera fue ciertamente utilizado también para las campañas militares de Tiberio desde el año 4 al 5, cuando atacó a sus vecinos brúcteros y luego penetró en el corazón de Alemania hasta río Elba o durante la expedición germánica de Germánico desde el año 14 al 16.
Cuando Augusto murió en el año 14, Vetera contribuyó al motín de las legiones que querían una reducción del arresto militar y un aumento de la paga, pero que finalmente fueron traídos de vuelta a la obediencia por Germánico, hijo adoptivo del emperador romano Tiberio. Participó con sus legionarios en las posteriores operaciones contra los alemanes de Arminio, al final de las cuales, en el año 16, Tiberio creó dos nuevas "áreas militarizadas" al oeste del río Rin, que se convirtieron setenta años más tarde en las nuevas  provincias romanas de Germania Inferior y Germania Superior.
En el año 21 sus legionarios participaron en la represión de un levantamiento en la Galia para el que deben intervenir las fuerzas conjuntas de las provincias de Alemania y la Galia. Y de nuevo llevaron a cabo una nueva campaña en territorio alemán en el año 28 contra los Frisios sin éxito. Con la muerte del emperador Nerón, en 69 sus dos legiones aclamaron a Vitelio como nuevo emperador, permitiendo que parte de sus fuerzas bajaran a Italia para apoyarlo. En 69-70, el castrum estuvo involucrado en el  levantamiento de Batavia, al final del cual ambas  vexillationes, —la «V Alaudae» y «XV Primigenia»— dejadas de custodiar el castrum, fueron destruidas.
La primera legión que se alojó aquí fue probablemente la Legio XVIII, una de las tres legiones de Publio Quintilio Varo destruidas en la batalla del bosque de Teutoburgo. Más tarde el campamento fue custodiado por Legio V Alaudae que permaneció hasta el año 70 y por la legio XXI Rapax que permaneció hasta aproximadamente los años 43 a 50. A partir del año 39 también la legio XV Primigenia podría haber sido añadida en vista de la campaña contra los germanos Cananefates, si no se colocó durante algunos años en la cercana Bonna y que se quedó aquí hasta el levantamiento de Bátava.

## De Domiciano a Diocleciano

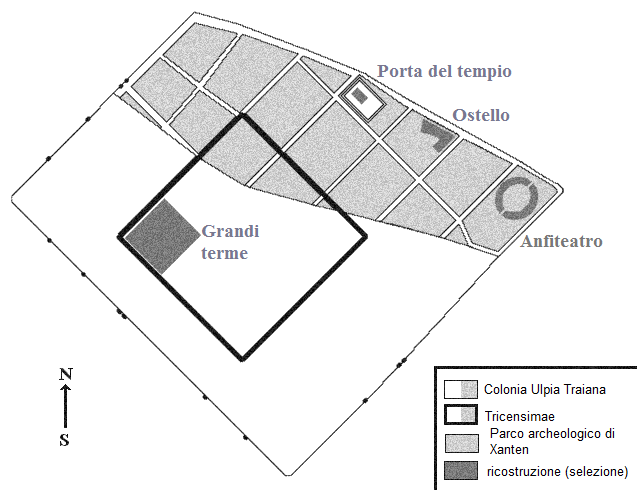
Plano del parque arqueológico de Xanten, con las posiciones relativas de la Colonia Ulpia Traiana y Tricensimae

Con el nuevo emperador Vespasiano, después de la destrucción que siguió a la sublevación bátava, se construyó un segundo campamento en Bislicher Insel, con el nombre de Castra Vetera II.
A partir del año 84/87, Castra Vetera pasó a formar parte de la nueva provincia romana de Germania inferior, que incluía entre sus principales asentamientos además de Castra Vetera, también Novaesium (Neuss), Noviomagus Batavorum (Nijmegen), Traiectum ad Rhenum (Utrecht), y Colonia Agrippinensis (Colonia, la capital de la provincia), llegando hasta veintisiete entre fuertes y fuertes auxiliares, las tres fortalezas legionarias, en la época de Tito Flavio Vespasiano, a lo largo de las "limas germano-rhetianas" que desde la desembocadura del Rin llevaban al fuerte de Remagen.
Lucio Antonio Saturnino, gobernador de Germania Superior de 88 a 89, había encontrado en las dos legiones que guarnecían el campamento de Mogontiacum, las legiones XXI Rapax y XIV Gemina un apoyo válido para sublevarse contra Domiciano. Sin embargo, la revuelta fue sofocada en sangre gracias también a la intervención de las legiones de la vecina Germania inferior. Eventualmente el emperador Domiciano abolió el "doble" castra legionario en todo el Imperio romano para evitar que esto sucediera de nuevo. En Vetera, que ya albergaba sólo una legión, se instaló la Legio VI Victrix que permaneció aquí hasta 119/122, posteriormente sustituida por XXX Ulpia Victrix, que permaneció hasta siglo IV..

#### Colonia Ulpia Traiana
El asentamiento civil cercano, habitado en su mayoría por veteranos, alcanzado los 10 000-15 000 habitantes, recibió alrededor del año 100 el estatuto de colonia romana del emperador Trajano, quien dio su nombre a la ciudad llamándola Colonia Ulpia Traiana. La nueva colonia vio aumentar rápidamente su importancia para convertirse en la segunda ciudad más grande de la Germania Inferior, solamente por detrás de Colonia Agrippinensis, la moderna Colonia.

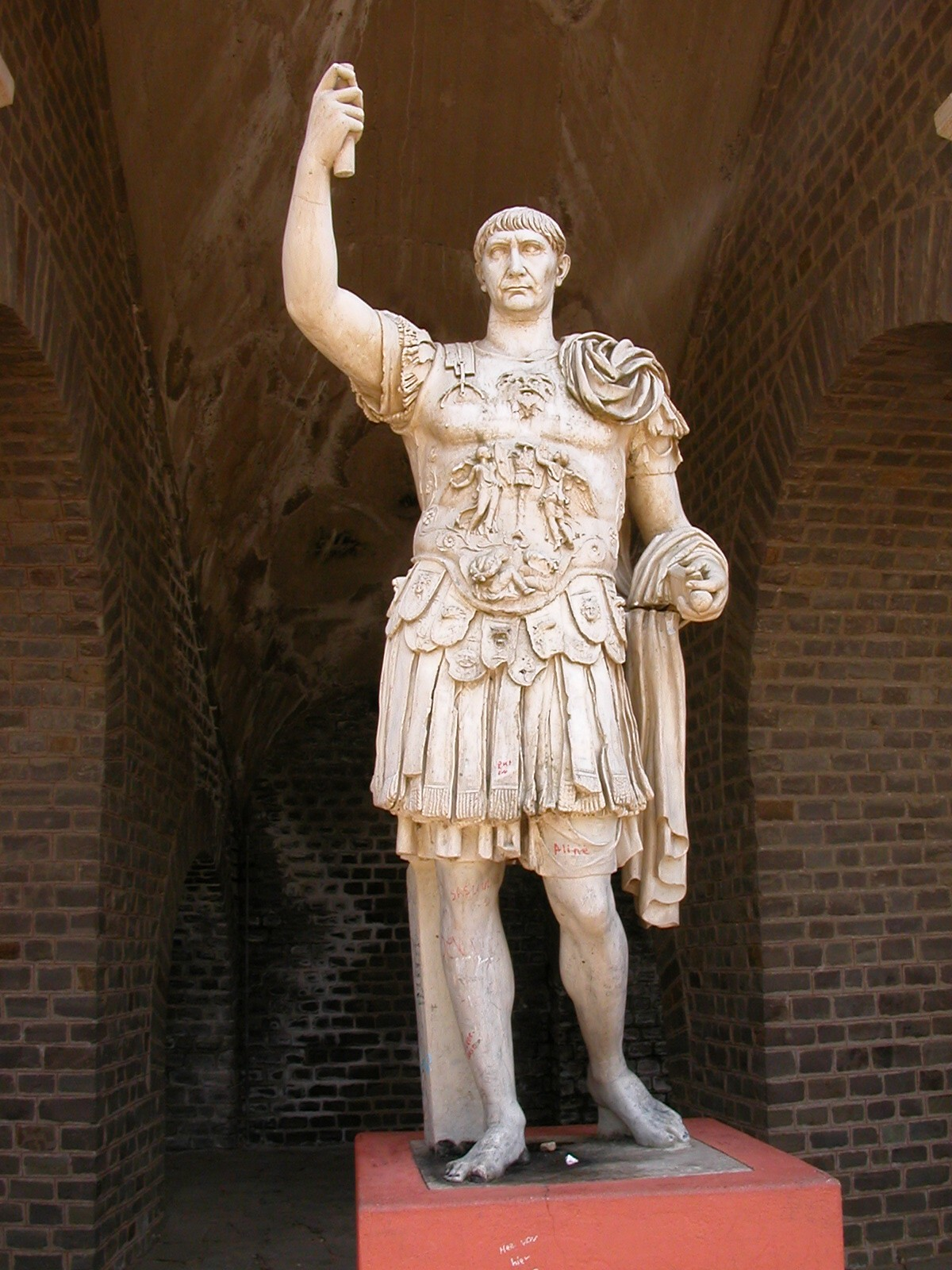
Estatua de Trajano en Xanten, una ciudad construida cerca de Castra Vetera, desde Trajano elevada al rango de colonia romana con el nombre de Colonia Ulpia Traiana

La Colonia Ulpia Traiana fue durante los siglos siguientes parte del sector norte del Limes germano-rético, y tuvo la difícil tarea de repeler las numerosas invasiones que siguieron a la formación de la confederación de los francos a partir del siglo III. En el año 275 la colonia fue casi totalmente destruida por una incursión de las tribus de francas: en su lugar se estableció una nueva ciudad, más pequeña pero fortificada y más fácil de defender, llamada Tricensimae. Esta nueva colonia fue abandonada a principios del siglo V como consecuencia de la creciente presión ejercida por las poblaciones bárbaras.
A la ciudad se asocia el mito de la Legión tebana, porque uno de los mártires de esta legión mítica, que se dice fue asesinado por negarse a sacrificar a los dioses bajo el mando de Diocleciano, fue Víctor de Xanten, y porque el martirio tuvo lugar cerca del moderno Birten, por lo tanto cerca de la Colonia Ulpia Traiana. La actual ciudad de Xanten deriva su nombre del latín tardío ad sanctos.

### sigloIV
En 342 la federación de tribus francas realizó de una incursión en el territorio de la diócesis de las Galias, llevada a cabo desde su área de asentamiento cerca del Rin. Aunque fueron repelidos por Constancio Cloro, la colonia romana en la actualidad Xanten fue destruida en 351/352. Una década más tarde, entre los años 355 y 358  Flavio Claudio Juliano encontró las rutas del Rin aun bajo el control de los francos y una vez más los pacificó, pero esta vez los francos se quedaron con una parte considerable de la antigua Galia Bélgica, incluyendo los territorios que rodean el castra de Vetera.
Desde ese momento, los francos se convirtieron en foederati del Imperio Romano. En esencia, fueron el primer pueblo germánico que se asentó permanentemente en territorio romano, encargado de defender la frontera del Rin contra alanos,  suevos y vándalos.

## Arqueología y vestigios de la época romana
De la antigua Colonia Ulpia Traiana y de las dos castros hay numerosos restos arqueológicos como muestran la siguiente galería de imágenes.

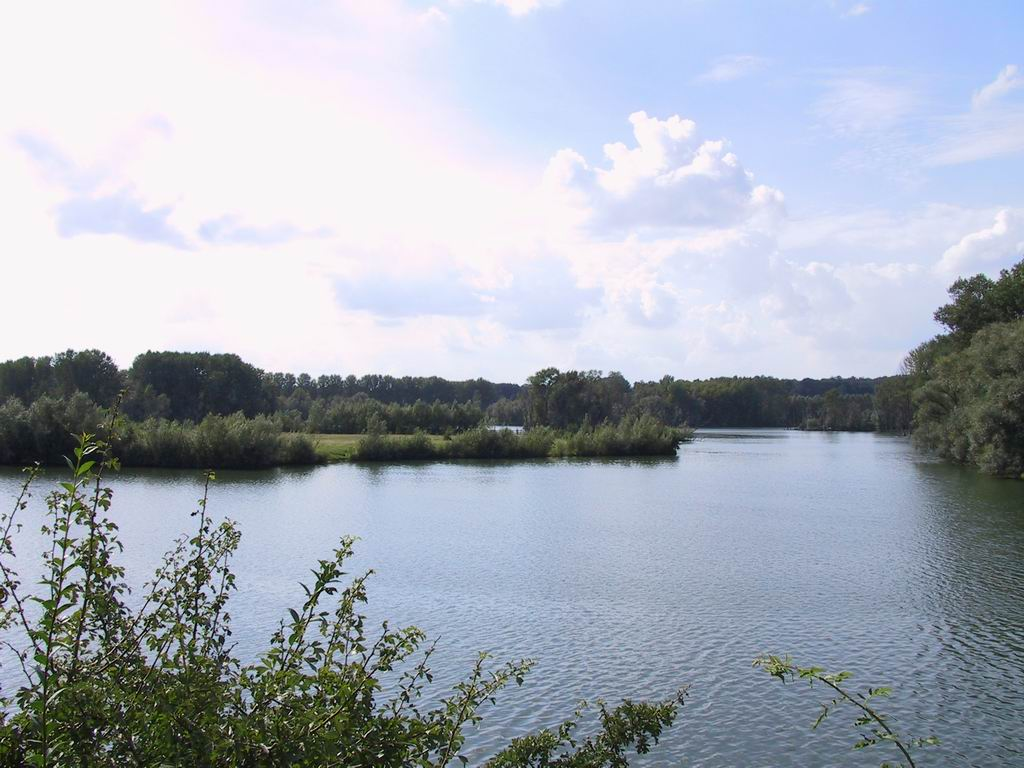
El Rin cerca de Vetera.
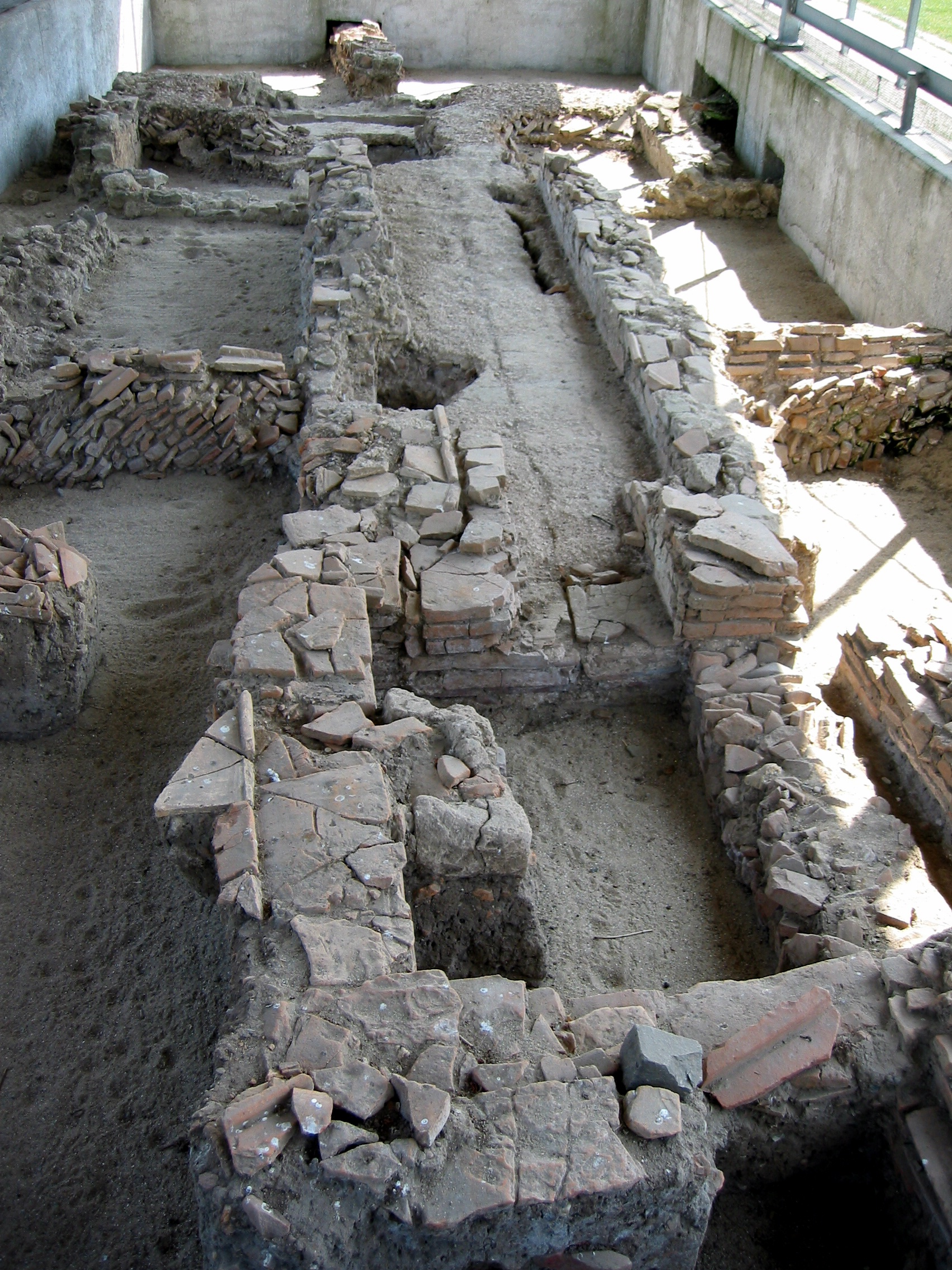
Excavaciones arqueológicas en Colonia Ulpia Traiana
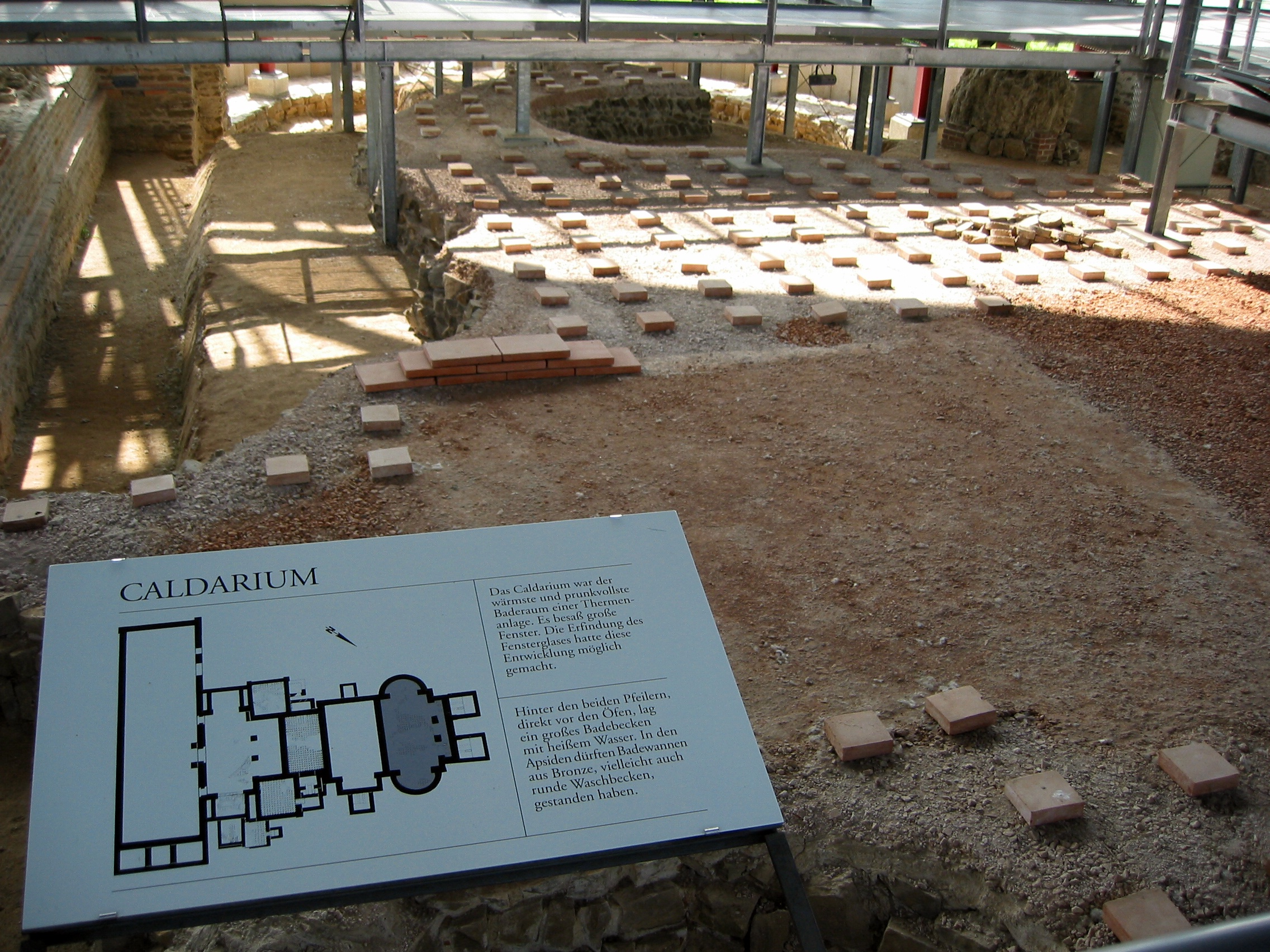
Los baños termales y el calidarium.
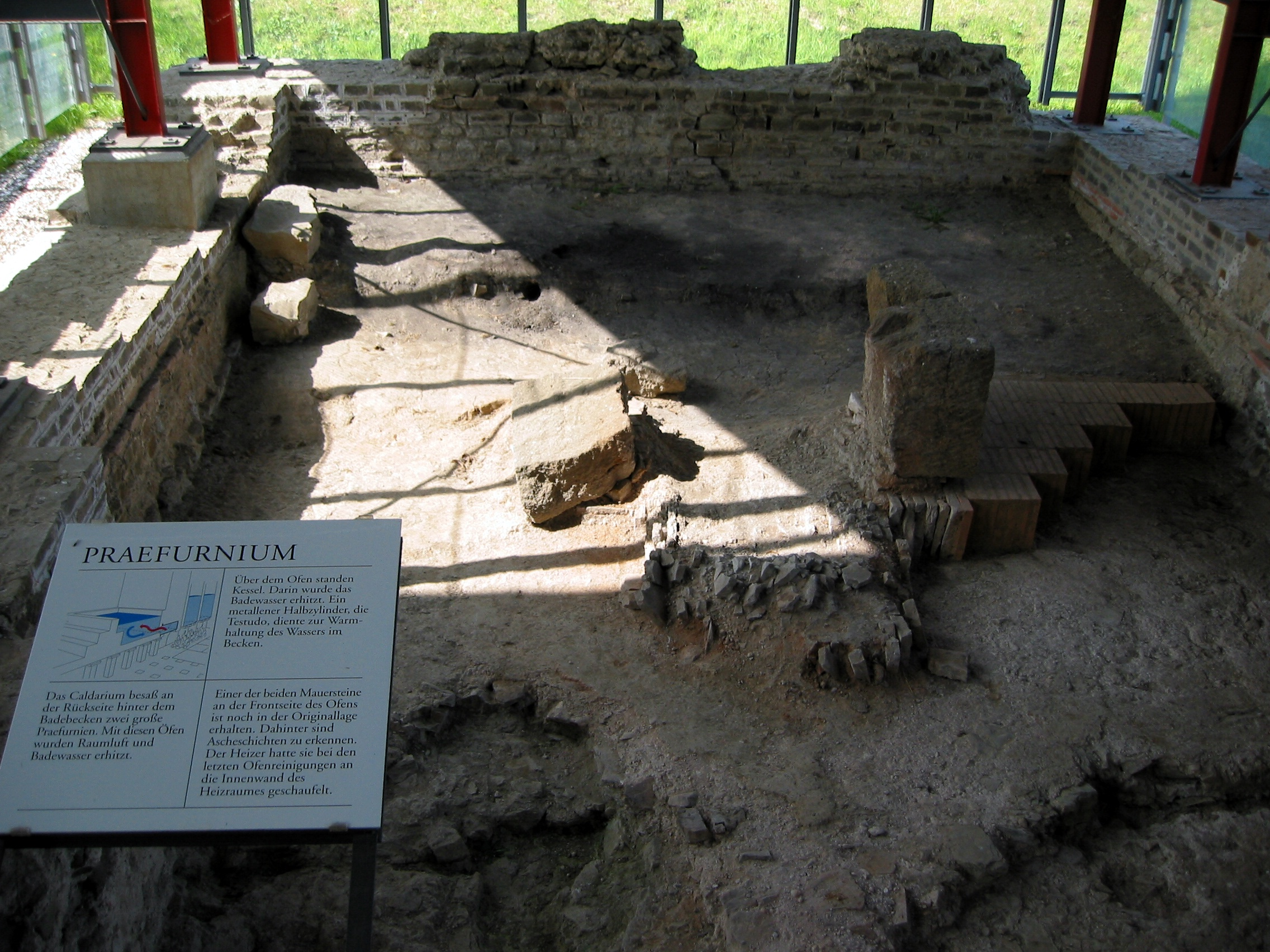
El sistema de calefacción de las termas.
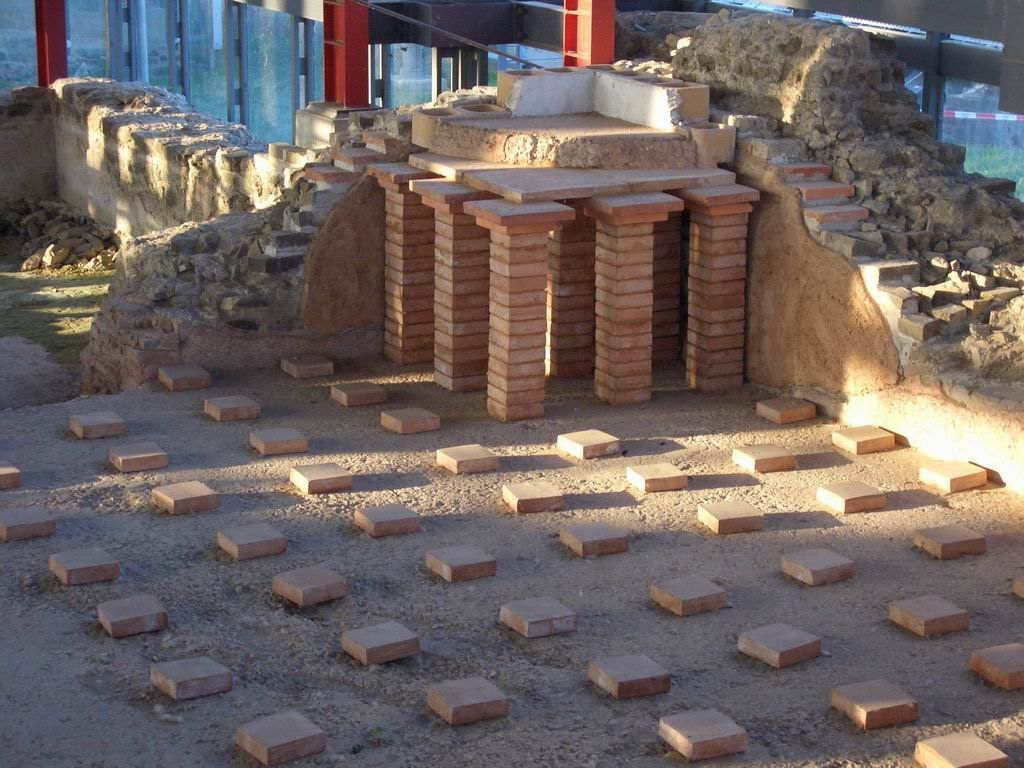
Otros detalles de los hallazgos arqueológicos en las termas.

Reconstrucciones hipotéticas de las ruinas en el parque arqueológico
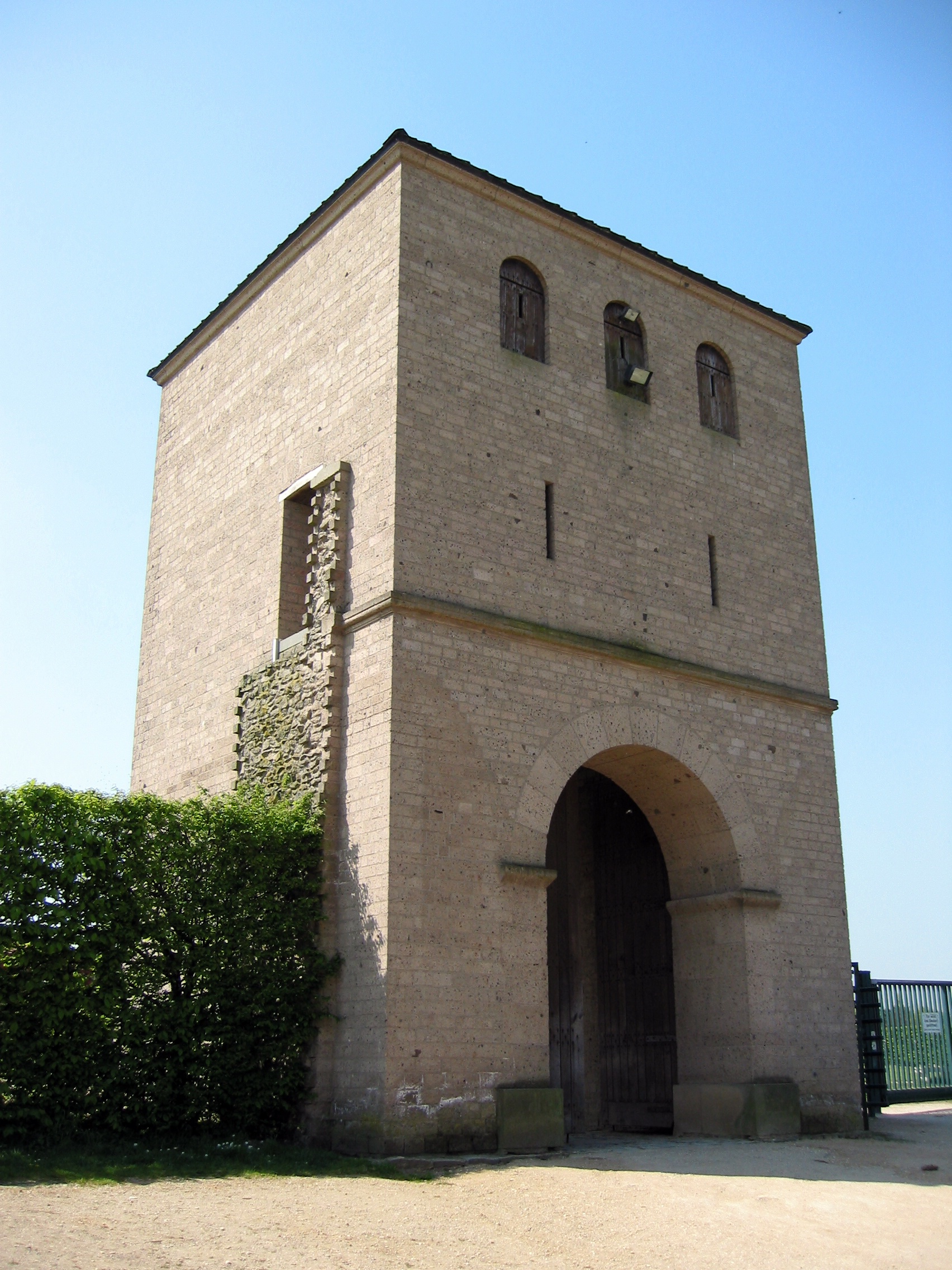
La entrada al parque arqueológico Xanten es una reconstrucción de la puerta de la colonia Ulpia Traiana
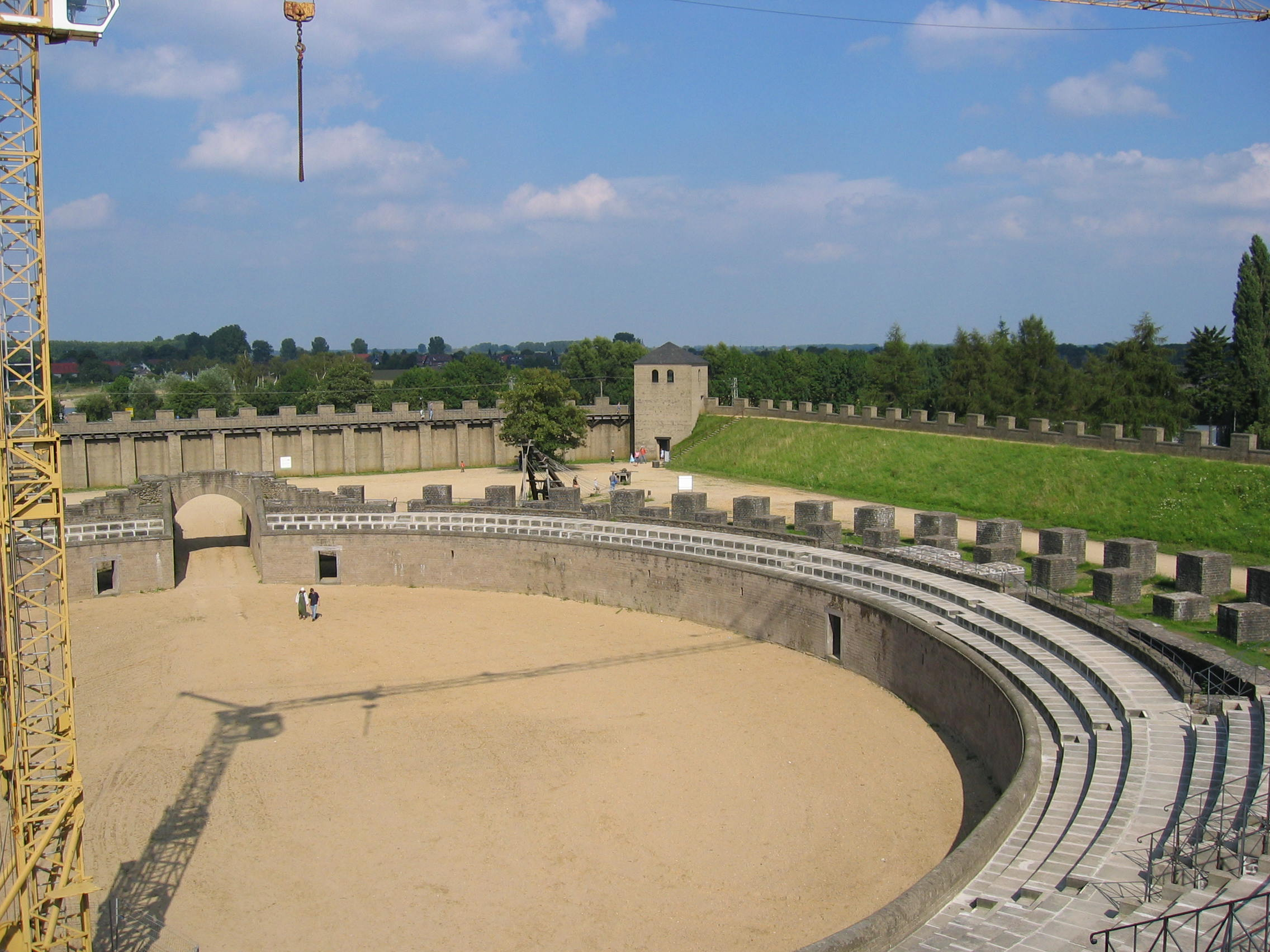
Reconstrucción del antiguo anfiteatro de la colonia
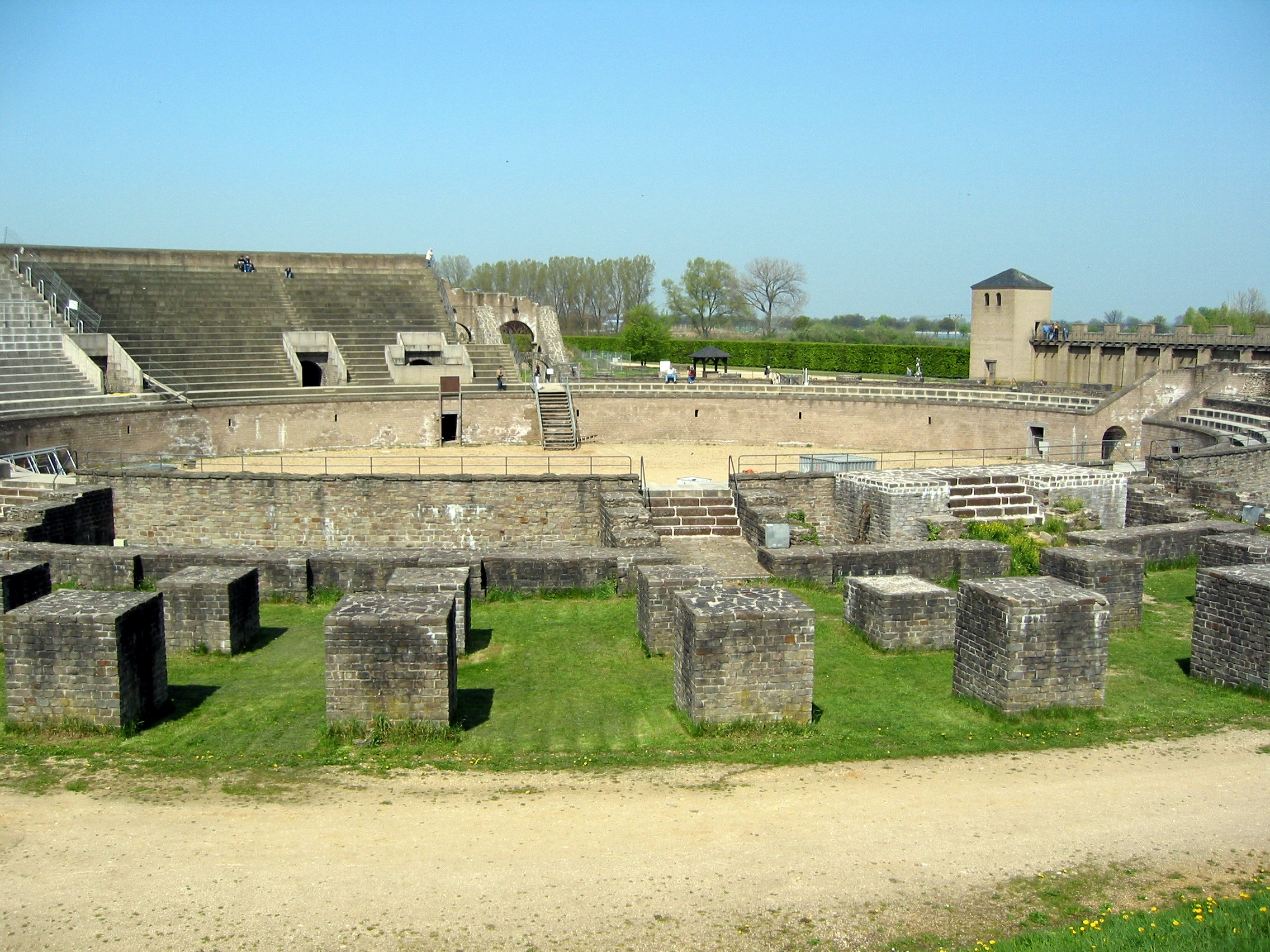
Reconstrucción del antiguo anfiteatro de 87x99 m
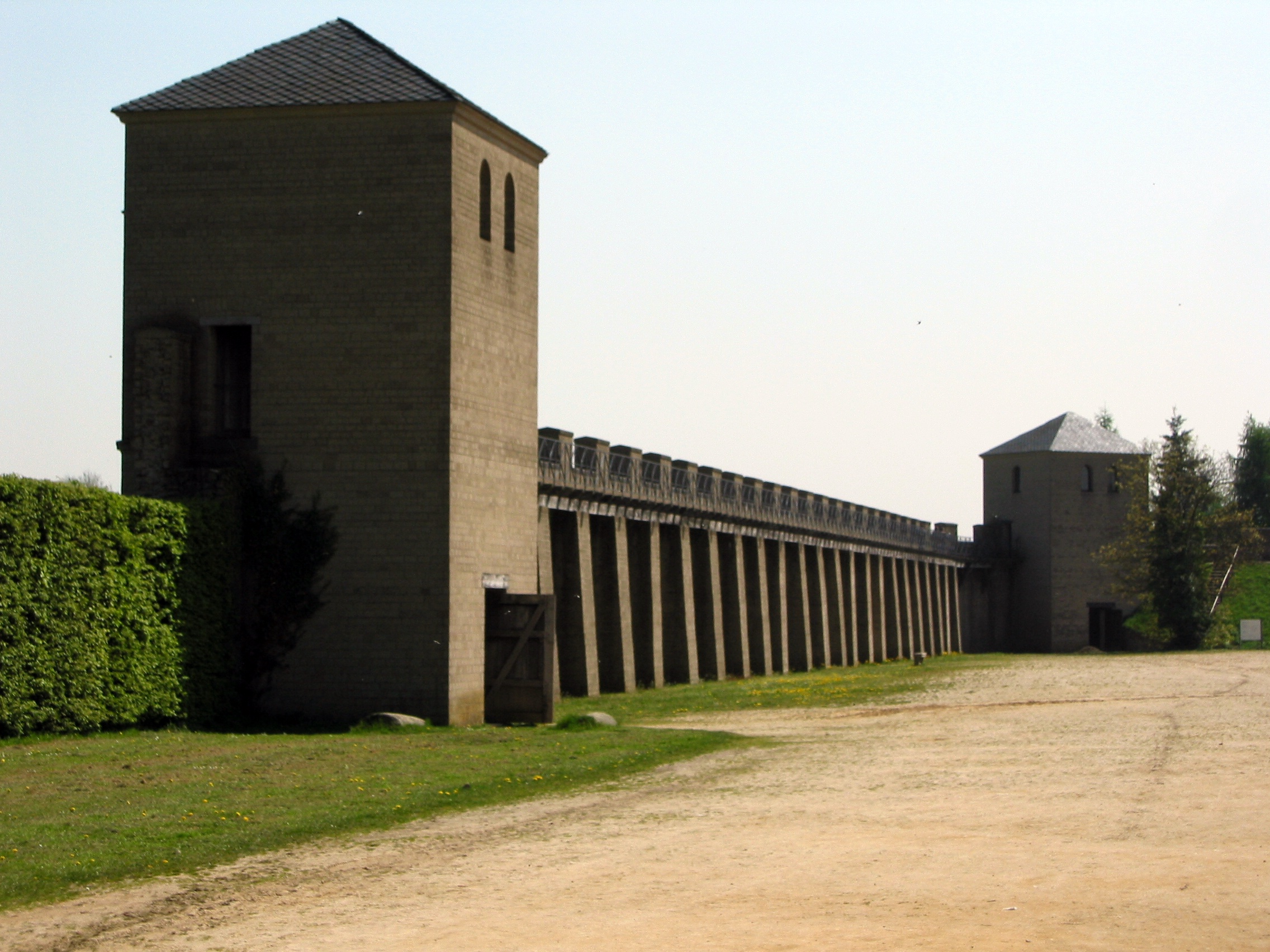
Reconstrucción de las antiguas murallas de la colonia
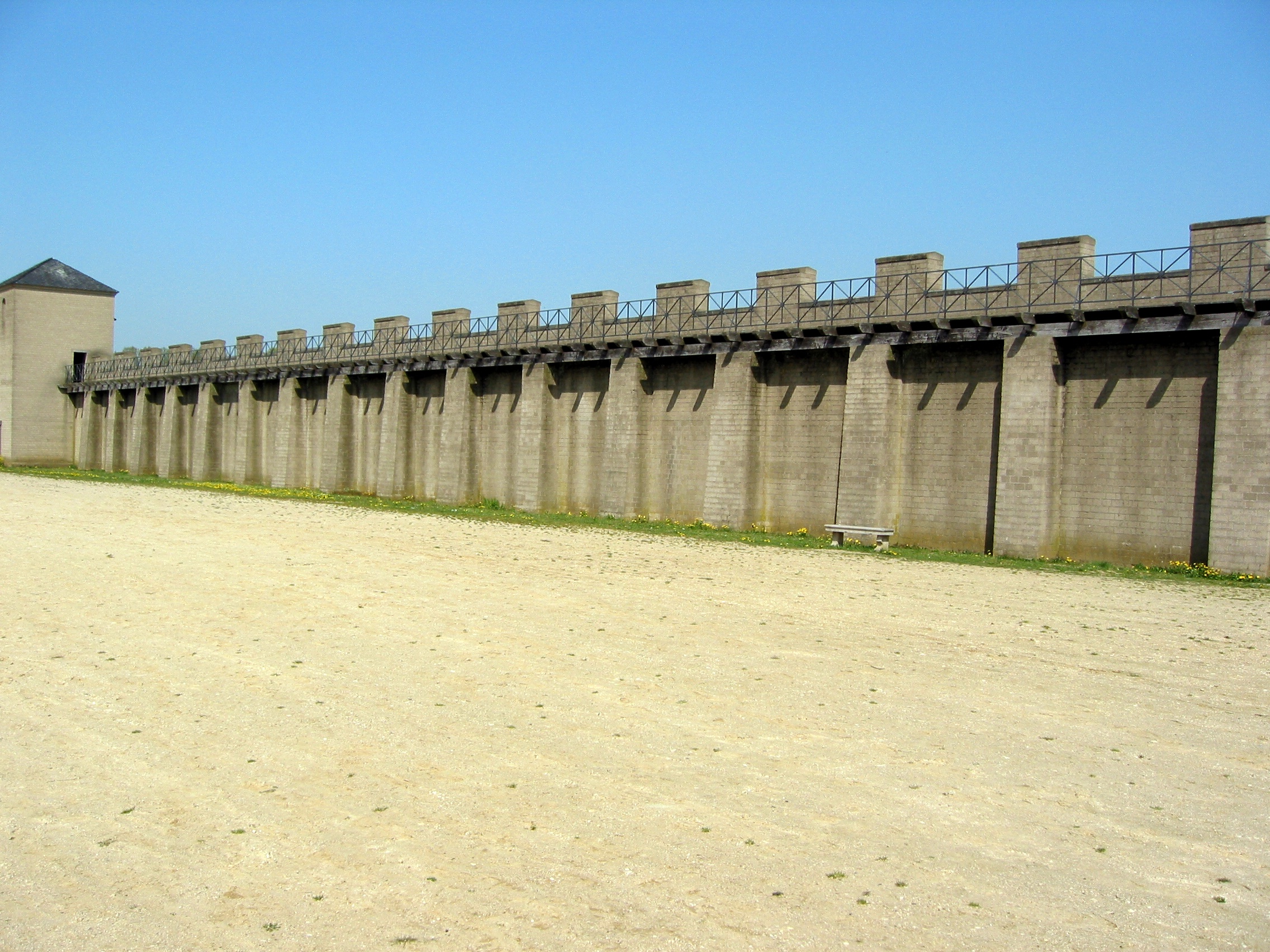
Reconstrucción de las antiguas murallas con la "pasarela"
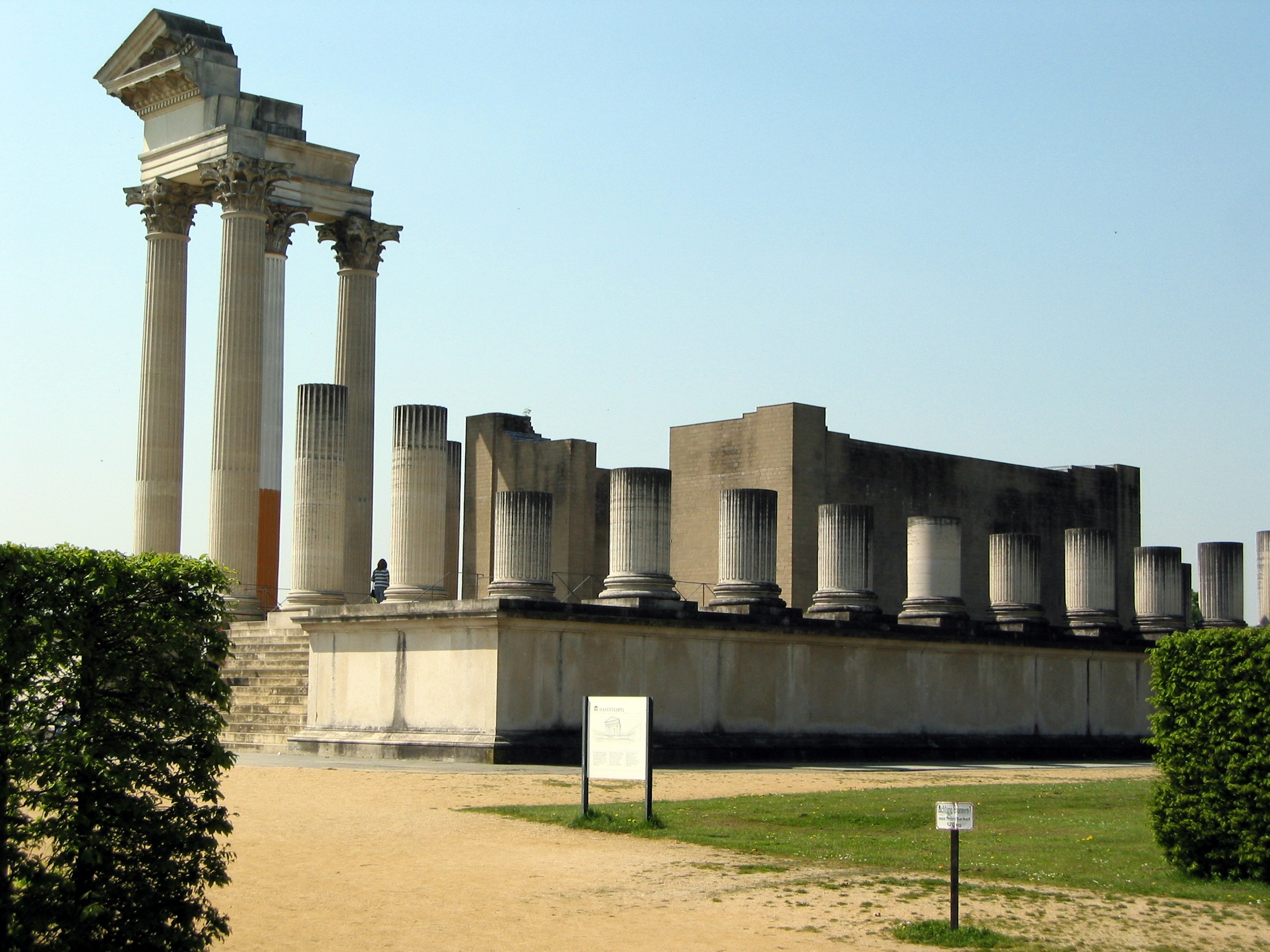
Reconstrucción de un antiguo templo en la colonia
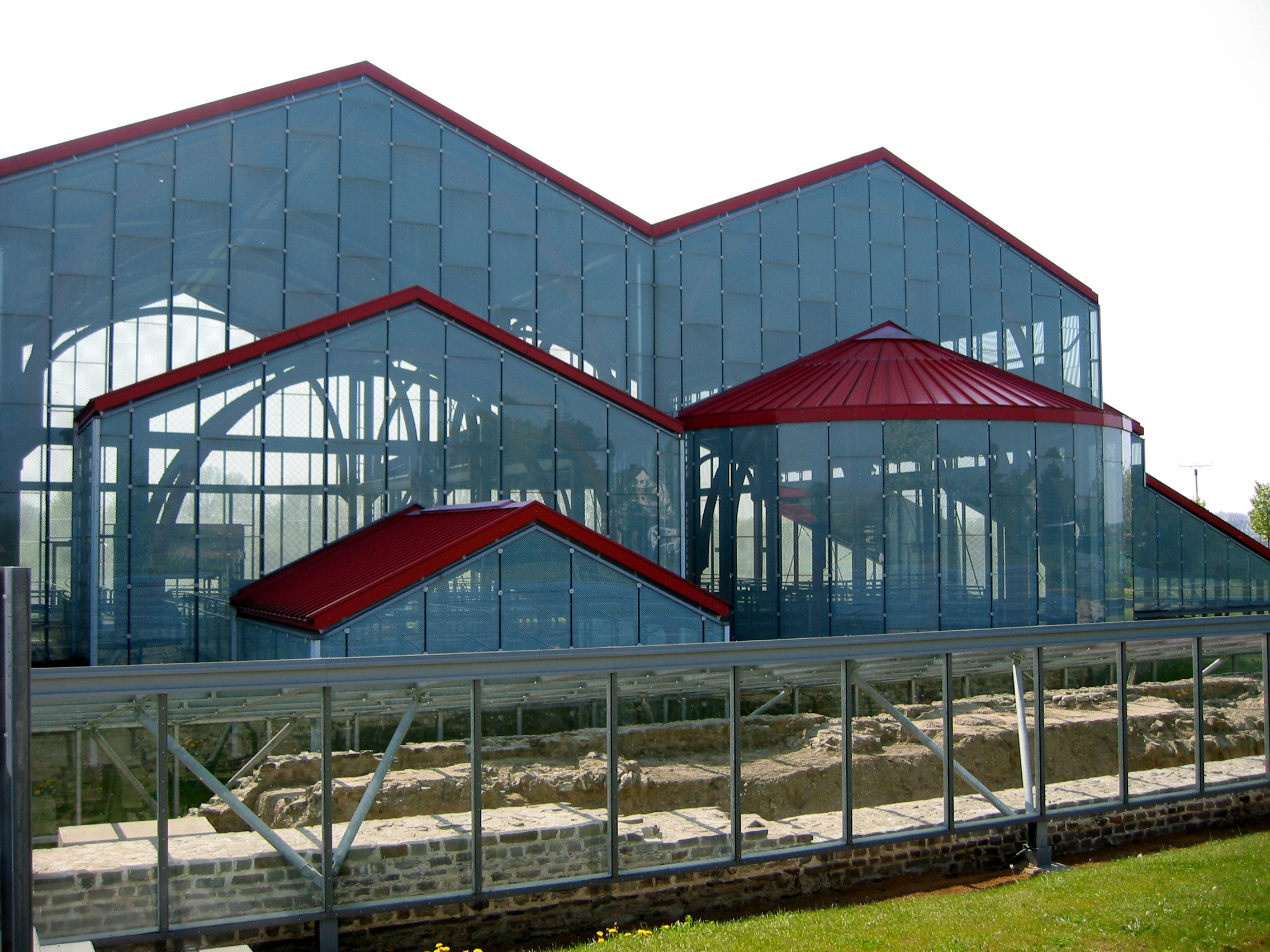
Reconstrucción hipotética del espacio ocupado por las termas